# I Wanna Go Crazy
I Wanna Go Crazy è un il secondo singolo promozionale, dopo Gettin' Over, di David Guetta, con la partecipazione di will.i.am, estratto dal quarto album in studio di Guetta, intitolato One Love. È stato pubblicato in tutto il mondo il 24 agosto 2009. Guetta, quando è stato pubblicato il singolo, era molto emozionato descrivendolo "pazzesco".

## Classifiche
| Classifica (2009) | Posizione massima |
| ----------------- | ----------------- |
| Canada            | 83                |
| Regno Unito       | 92                |